# Championnats de Grande-Bretagne de fell running
Les championnats de Grande-Bretagne de fell running sont organisés tous les ans par la Fell Runner Association et désignent les champions de Grande-Bretagne de la catégorie.

## Histoire
Les championnats voient le jour en 1972, d'abord sous le nom « Fell Runner of the Year ». Ils sont basés sur un classement de plusieurs courses (31 en 1972) réparties en trois catégories A, B et C selon leur distance et la technicité de leur parcours,.
À partir de 1975, seules les courses de catégorie A sont prises en compte et le classement s'effectue en prenant en compte seulement la moitié des courses du calendrier, les coureurs ne sont ainsi plus obligés de participer à toutes les épreuves.
L'année 1981 voit les championnats officiellement désignés comme tels et est accompagnée par un changement de règlement. Les courses marquant des points pour le classement sont celles considérées comme « élite » et sont désormais fixées à quinze et réparties dans trois catégories de longueur (court, moyen et long).
À la suite des nombreuses plaintes des coureurs concernant le nombre trop important de courses dont la majorité se situent en Angleterre, le calendrier du championnats est réduit à six courses comprenant deux de chaque format (court, moyen et long). Le meilleur résultat dans chacun des formats plus un quatrième meilleur résultat parmi les trois autres courses sont pris en compte dans le calcul des points,.
L'édition 2001 est annulée à cause de l'épidémie de fièvre aphteuse.
L'année 2009 voit une réduction du nombre de courses à quatre, la raison principale étant la difficulté du choix des courses et à nouveau le problème de ne pas discriminer les courses hors d'Angleterre. Les courses sont toujours basées sur les trois formats et donc deux courses sont sur un même format (changeant chaque année). Le calcul des points se fait en prenant le meilleur résultat des deux courses de même format plus les courses des deux autres formats.
L'édition 2020 est annulée à cause de la pandémie de Covid-19.
En raison de l'annulation des épreuves de début de saison 2021, les championnats de cette année sont réduits à une seule épreuve courue le 4 septembre à Dufton.
Afin de relancer l'intérêt des championnats en baisse de participation depuis 2022, British Athletics propose une révision du règlement afin de le rendre plus en phase avec les épreuves actuelles de course en montagne. En lieu et place d'un classement à points sur plusieurs épreuves, les championnats sont remplacés par deux épreuves distinctes. Une course au format court et une au format long. Pour 2024, la Blisco Dash de 8 km fait office d'épreuve courte et le Peris Horseshoe de 28 km fait office d'épreuve longue,.

## Palmarès
| Édition | Date | Format                                                    | Gagnant                                                   | Gagnante    |
| ------- | ---- | --------------------------------------------------------- | --------------------------------------------------------- | ----------- |
| 1re     | 1972 |                                                           | Dave Cannon                                               |             |
| 2e      | 1973 | Harry Walker                                              |                                                           |             |
| 3e      | 1974 | Jeff Norman                                               |                                                           |             |
| 4e      | 1975 | Mike Short                                                |                                                           |             |
| 5e      | 1976 | Martin Weeks                                              |                                                           |             |
| 6e      | 1977 | Alan McGee                                                |                                                           |             |
| 7e      | 1978 | Mike Short                                                |                                                           |             |
| 8e      | 1979 | Andy Styan                                                | Ros Coates                                                |             |
| 9e      | 1980 | Billy Bland                                               | Pauline Haworth                                           |             |
| 10e     | 1981 | John Wild                                                 | Ros Coates                                                |             |
| 11e     | 1982 | John Wild                                                 | Sue Parkin                                                |             |
| 12e     | 1983 | Kenny Stuart                                              | Angela Carson                                             |             |
| 13e     | 1984 | Kenny Stuart                                              | Pauline Haworth                                           |             |
| 14e     | 1985 | Kenny Stuart                                              | Pauline Haworth                                           |             |
| 15e     | 1986 | Jack Maitland                                             | Angela Carson                                             |             |
| 16e     | 1987 | Colin Donnelly                                            | Jacky Smith                                               |             |
| 17e     | 1988 | Colin Donnelly                                            | Clare Crofts                                              |             |
| 18e     | 1989 | Colin Donnelly                                            | Ruth Pickvance                                            |             |
| 19e     | 1990 | Gary Devine                                               | Trish Calder                                              |             |
| 20e     | 1991 | Keith Anderson                                            | Trish Calder                                              |             |
| 21e     | 1992 | Steve Hawkins                                             | Clare Crofts                                              |             |
| 22e     | 1993 | Mark Croasdale                                            | Angela Brand-Barker                                       |             |
| 23e     | 1994 | Mark Kinch                                                | Angela Brand-Barker                                       |             |
| 24e     | 1995 | Mark Kinch                                                | Sarah Rowell                                              |             |
| 25e     | 1996 | Ian Holmes                                                | Sarah Rowell                                              |             |
| 26e     | 1997 | Ian Holmes Mark Roberts                                   | Angela Mudge                                              |             |
| 27e     | 1998 | Ian Holmes                                                | Angela Mudge                                              |             |
| 28e     | 1999 | Gavin Bland                                               | Angela Mudge                                              |             |
| 29e     | 2000 | Ian Holmes                                                | Angela Mudge                                              |             |
| -       | 2001 | Championnats annulés en raison de la fièvre aphteuse      | Championnats annulés en raison de la fièvre aphteuse      |             |
| 30e     | 2002 | Simon Booth                                               | Andrea Priestley Louise Sharp                             |             |
| 31e     | 2003 | Rob Jebb                                                  | Louise Sharp                                              |             |
| 32e     | 2004 | Simon Bailey                                              | Tracey Brindley                                           |             |
| 33e     | 2005 | Simon Booth                                               | Jill Mykura                                               |             |
| 34e     | 2006 | Rob Jebb                                                  | Natalie White                                             |             |
| 35e     | 2007 | Rob Hope                                                  | Janet McIver                                              |             |
| 36e     | 2008 | Rob Hope                                                  | Angela Mudge                                              |             |
| 37e     | 2009 | Rob Hope                                                  | Phillipa Jackson                                          |             |
| 38e     | 2010 | Tim Davies                                                | Phillipa Maddams                                          |             |
| 39e     | 2011 | Morgan Donnelly                                           | Phillipa Maddams                                          |             |
| 40e     | 2012 | Joe Symonds                                               | Lauren Jeska                                              |             |
| 41e     | 2013 | Rob Jebb                                                  | Victoria Wilkinson Helen Fines                            |             |
| 42e     | 2014 | Rob Hope                                                  | Victoria Wilkinson Jacqueline Lee                         |             |
| 43e     | 2015 | Finlay Wild                                               | Jasmin Paris                                              |             |
| 44e     | 2016 | Rhys Findlay-Robinson                                     | Lou Roberts                                               |             |
| 45e     | 2017 | Carl Bell Chris Arthur                                    | Bronwen Jenkinson                                         |             |
| 46e     | 2018 | Sam Tosh                                                  | Jasmin Paris                                              |             |
| 47e     | 2019 | Carl Bell                                                 | Kelli Roberts                                             |             |
| -       | 2020 | Championnats annulés en raison de la pandémie de Covid-19 | Championnats annulés en raison de la pandémie de Covid-19 |             |
| 48e     | 2021 | Chris Richards                                            | Hannah Horsburgh                                          |             |
| 49e     | 2022 | Finlay Wild                                               | Eve Pannone                                               |             |
| 50e     | 2023 | Billy Cartwright                                          | Nichola Jackson                                           |             |
| 51e     | 2024 | Court                                                     | Matthew Knowles                                           | Eve Pannone |
| 51e     | 2024 | Long                                                      | Finlay Grant                                              | Naomi Lang  |
| 52e     | 2025 | Court                                                     | Finlay Grant                                              | Antonia Fan |
| 52e     | 2025 | Long                                                      | Ross Gollan                                               | Naomi Lang  |